# Guglielmo Augusto di Sassonia-Eisenach
Guglielmo Augusto di Sassonia-Eisenach (Eisenach, 30 novembre 1668 – Eisenach, 23 febbraio 1671) fu Duca di Sassonia-Eisenach.

## Biografia
Egli era il figlio minore ma l'unico sopravvissuto di Adolfo Guglielmo di Sassonia-Eisenach e di Maria Elisabetta di Brunswick-Wolfenbüttel.
Tutti i suoi fratelli maggiori premorirono al padre, e Guglielmo Augusto, il quinto figlio, nacque otto giorni dopo la morte del padre Adolfo Guglielmo (avvenuta il 21 novembre 1668) e gli succedette nel governo del Ducato di Sassonia-Eisenach dalla nascita, sotto la tutela dello zio Giovanni Giorgio.
Costantemente malato, morì a soli due anni di età, e Eisenach venne ereditata da Giovanni Giorgio.

## Ascendenza
|                                                  |                                              |                                                     | Genitori                                      |  |  | Nonni |  |  | Bisnonni                                 |  |  | Trisnonni                                     |  |
|                                                  |                                              |                                                     |                                               |  |  |       |  |  | 8. Johann III, duca di Sassonia-Eisenach |  |  | 16. Johann Wilhelm, duca di Sassonia-Eisenach |  |
|                                                  |                                              |                                                     |                                               |  |  |       |  |  | 8. Johann III, duca di Sassonia-Eisenach |  |  | 16. Johann Wilhelm, duca di Sassonia-Eisenach |  |
|                                                  |                                              | 17. Dorothea Susanne von der Pfalz-Simmern          |                                               |  |  |       |  |  | 8. Johann III, duca di Sassonia-Eisenach |  |  |                                               |  |
| 4. Wilhelm, duca di Sassonia-Eisenach            |                                              |                                                     |                                               |  |  |       |  |  | 8. Johann III, duca di Sassonia-Eisenach |  |  |                                               |  |
|                                                  |                                              | 9. Dorothea Maria von Anhalt                        | 18. Joachim Ernst, principe di Anhalt         |  |  |       |  |  |                                          |  |  |                                               |  |
|                                                  |                                              | 9. Dorothea Maria von Anhalt                        | 18. Joachim Ernst, principe di Anhalt         |  |  |       |  |  |                                          |  |  |                                               |  |
|                                                  |                                              | 9. Dorothea Maria von Anhalt                        | 19. Eleonore von Württemberg                  |  |  |       |  |  |                                          |  |  |                                               |  |
| 2. Adolf Wilhelm, duca di Sassonia-Eisenach      |                                              | 9. Dorothea Maria von Anhalt                        |                                               |  |  |       |  |  |                                          |  |  |                                               |  |
|                                                  |                                              | 10. Johann Georg I, principe di Anhalt-Dessau       | 20. Joachim Ernst, principe di Anhalt (= 18)  |  |  |       |  |  |                                          |  |  |                                               |  |
|                                                  |                                              | 10. Johann Georg I, principe di Anhalt-Dessau       | 20. Joachim Ernst, principe di Anhalt (= 18)  |  |  |       |  |  |                                          |  |  |                                               |  |
|                                                  |                                              | 10. Johann Georg I, principe di Anhalt-Dessau       | 21. Agnes von Barby-Mühlingen                 |  |  |       |  |  |                                          |  |  |                                               |  |
| 5. Eleonore Dorothea von Anhalt-Dessau           |                                              | 10. Johann Georg I, principe di Anhalt-Dessau       |                                               |  |  |       |  |  |                                          |  |  |                                               |  |
|                                                  |                                              | 11. Dorothea von Pfalz-Simmern                      | 22. Johann Kasimir, conte palatino di Simmern |  |  |       |  |  |                                          |  |  |                                               |  |
|                                                  |                                              | 11. Dorothea von Pfalz-Simmern                      | 22. Johann Kasimir, conte palatino di Simmern |  |  |       |  |  |                                          |  |  |                                               |  |
|                                                  |                                              | 11. Dorothea von Pfalz-Simmern                      | 23. Elisabeth von Sachsen                     |  |  |       |  |  |                                          |  |  |                                               |  |
| 1. Wilhelm August, duca di Sassonia-Eisenach     |                                              | 11. Dorothea von Pfalz-Simmern                      |                                               |  |  |       |  |  |                                          |  |  |                                               |  |
|                                                  | 12. Heinrich III, duca di Brunswick-Lüneburg | 24. Ernst I, duca di Brunswick-Lüneburg             |                                               |  |  |       |  |  |                                          |  |  |                                               |  |
|                                                  | 12. Heinrich III, duca di Brunswick-Lüneburg | 24. Ernst I, duca di Brunswick-Lüneburg             |                                               |  |  |       |  |  |                                          |  |  |                                               |  |
|                                                  | 12. Heinrich III, duca di Brunswick-Lüneburg | 25. Sophie von Mecklenburg-Schwerin                 |                                               |  |  |       |  |  |                                          |  |  |                                               |  |
| 6. August II, principe di Brunswick-Wolfenbüttel | 12. Heinrich III, duca di Brunswick-Lüneburg |                                                     |                                               |  |  |       |  |  |                                          |  |  |                                               |  |
|                                                  |                                              | 13. Ursula von Sachsen-Lauenburg                    | 26. Franz I, duca di Sassonia-Lauenburg       |  |  |       |  |  |                                          |  |  |                                               |  |
|                                                  |                                              | 13. Ursula von Sachsen-Lauenburg                    | 26. Franz I, duca di Sassonia-Lauenburg       |  |  |       |  |  |                                          |  |  |                                               |  |
|                                                  |                                              | 13. Ursula von Sachsen-Lauenburg                    | 27. Sibylle von Sachsen                       |  |  |       |  |  |                                          |  |  |                                               |  |
| 3. Marie Elisabeth von Braunschweig-Wolfenbüttel |                                              | 13. Ursula von Sachsen-Lauenburg                    |                                               |  |  |       |  |  |                                          |  |  |                                               |  |
|                                                  |                                              | 14. Johann Albrecht II, duca di Meclemburgo-Güstrow | 28. Johann VII, duca di Meclemburgo-Schwerin  |  |  |       |  |  |                                          |  |  |                                               |  |
|                                                  |                                              | 14. Johann Albrecht II, duca di Meclemburgo-Güstrow | 28. Johann VII, duca di Meclemburgo-Schwerin  |  |  |       |  |  |                                          |  |  |                                               |  |
|                                                  |                                              | 14. Johann Albrecht II, duca di Meclemburgo-Güstrow | 29. Sophia von Schleswig-Holstein-Gottorf     |  |  |       |  |  |                                          |  |  |                                               |  |
| 7. Sophie Elisabeth zu Mecklenburg-Güstrow       |                                              | 14. Johann Albrecht II, duca di Meclemburgo-Güstrow |                                               |  |  |       |  |  |                                          |  |  |                                               |  |
|                                                  |                                              | 15. Margarete Elisabeth zu Mecklenburg              | 30. Christoph, duca di Meclemburgo            |  |  |       |  |  |                                          |  |  |                                               |  |
|                                                  |                                              | 15. Margarete Elisabeth zu Mecklenburg              | 30. Christoph, duca di Meclemburgo            |  |  |       |  |  |                                          |  |  |                                               |  |
|                                                  |                                              | 15. Margarete Elisabeth zu Mecklenburg              | 31. Elisabet Vasa                             |  |  |       |  |  |                                          |  |  |                                               |  |
|                                                  |                                              | 15. Margarete Elisabeth zu Mecklenburg              |                                               |  |  |       |  |  |                                          |  |  |                                               |  |

| Controllo di autorità | VIAF (EN) 305319808 · CERL cnp00419838 · GND (DE) 120671743 |